# Mauro Arambarri
Mauro Wilney Arambarri Rosa, conhecido também por  Mauro Arambarri (Salto, 30 de setembro de 1995) é um futebolista uruguaio que atua como volante. Atualmente defende o Getafe.

## Carreira

### Defensor
Arrambari começou a carreira no Defensor Sporting.

### Getafe
Em 2017, chegou por empréstimo ao Getafe. E em 2018, se transferiu em definitivo.